# Igney (Vosges)
Igney ist eine französische Gemeinde mit 1143 Einwohnern (Stand 1. Januar 2022) im Département Vosges in der Region Grand Est (bis 2015 Lothringen). Sie gehört zum Arrondissement Épinal und zum Kommunalverband Agglomération d’Épinal.

## Geografie

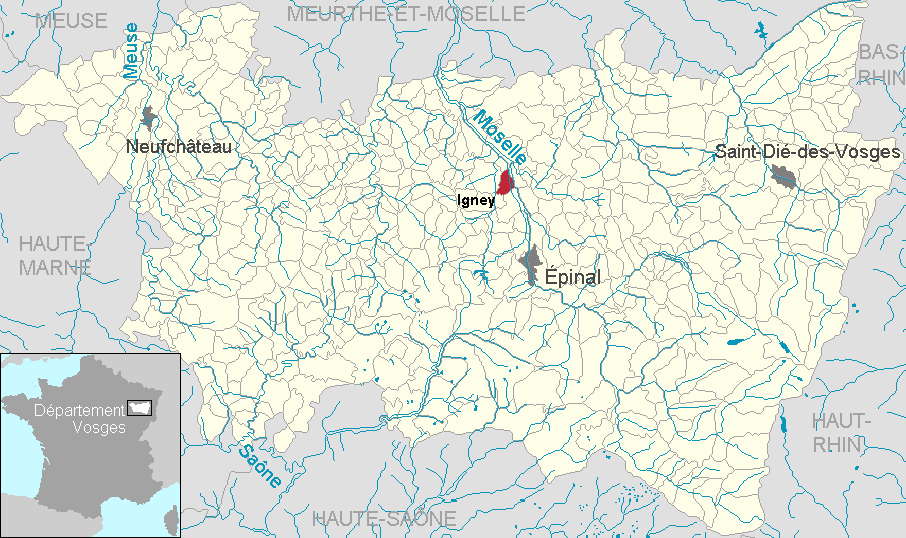
Lage der Gemeinde Igney im Département Vosges

Die Gemeinde Igney liegt an der oberen Mosel, zehn Kilometer nördlich von Épinal, der Hauptstadt des Départements.
Zur 7,82 km² großen Gemeinde Igney gehört ein ca. 30 ha umfassendes Teichgebiet auf der rechten Seite einer Moselschlinge, der überwiegende Teil erstreckt sich vom linken Moselufer bis auf die bewaldeten Hügel westlich des Ortskerns, die das Flussbett der Mosel um fast 80 Meter überragen. Links der Mosel verläuft parallel der Canal des Vosges; zwei seiner insgesamt 93 Schleusen befinden sich auf dem Gebiet Igneys.
Die Lagen im Moseltal werden landwirtschaftlich genutzt oder sind von Wohn- und Gewerbegebieten geprägt. Der Waldanteil am Gemeindegebiet beläuft sich auf etwa 40 %.
Nachbargemeinden von Igney sind Nomexy im Norden, Vaxoncourt im Osten, Thaon-les-Vosges im Süden und Südwesten sowie Frizon im Westen.

## Geschichte
Reste einer Römerstraße in Richtung Bois de la Héronnière, einem Waldgebiet westlich von Igney, deuten auf eine frühe Besiedlung.
Für das 10. Jahrhundert ist die Existenz einer Pfarrei überliefert, die den Zehnten an das Kloster Remiremont einzog. Igney gehörte bis zur Französischen Revolution zum Herrschaftsbereich der Familie Mitry, eines alten lothringischen Adelsgeschlechtes.
Nahe Igney tobte Anfang 1814 eine Schlacht der Befreiungskriege, die die Franzosen gegen ein Kosakenheer für sich entscheiden konnten.
Ab Ende des 19. Jahrhunderts hielt wie im gesamten oberen Moseltal auch in Igney die Textilindustrie mit einer Weberei und einer Spinnerei Einzug. Der Höhepunkt der Beschäftigtenzahl wurde in den 1960er Jahren mit 600 erreicht. Mit der Schließung der Firma Boussac stieg die Arbeitslosigkeit in Igney und es kam zu verstärkter Abwanderung. In den nachfolgenden Jahrzehnten konnte allmählich eine neue Wirtschaftsstruktur aufgebaut werden.

### Bevölkerungsentwicklung
Die Auswirkungen des Niederganges der Textilindustrie waren bis in die 1980er Jahre an der Entwicklung der Einwohnerzahlen Igneys abzulesen, seitdem erholt sie sich wieder.
| Jahr      | 1962 | 1968 | 1975 | 1982 | 1990 | 1999 | 2010 | 2021 |
| Einwohner | 1308 | 1310 | 1307 | 1171 | 1075 | 1090 | 1162 | 1152 |

Im Jahr 1962 wurde mit 1312 Bewohnern die bisher höchste Einwohnerzahl ermittelt. Die Zahlen basieren auf den Daten von cassini.ehess und INSEE.

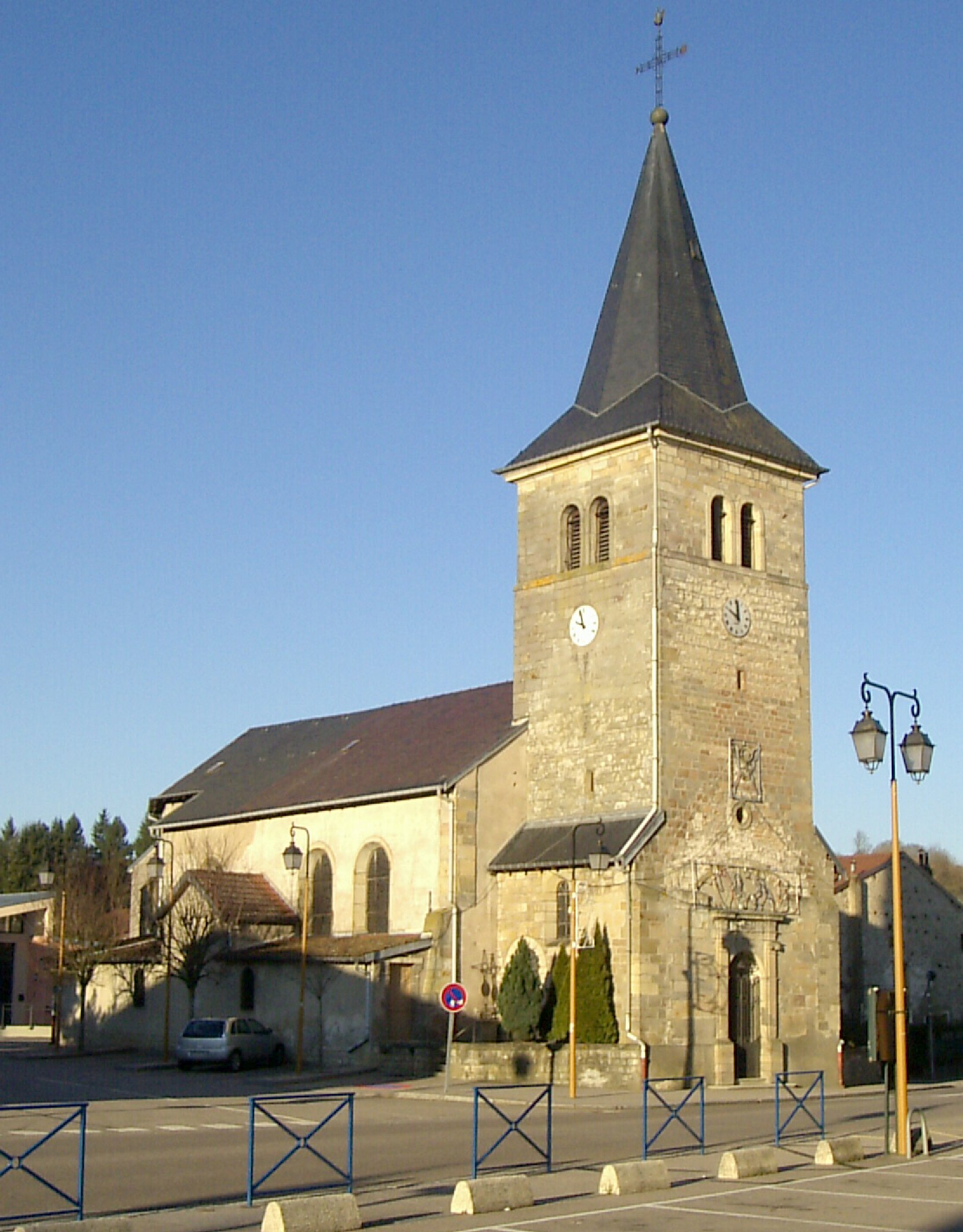
Kirche Saint-Benoît-et-Notre-Dame in Igney

## Sehenswürdigkeiten
- Kirche Saint-Benoît-et-Notre-Dame, ehemals Saint-Nicolas, als Monument historique klassifiziert[3]

## Wirtschaft und Infrastruktur
Land- und Forstwirtschaft spielen wie in den anderen Gemeinden im oberen Moseltal heute nur noch eine untergeordnete Rolle, wobei in Igney noch acht Landwirtschaftsbetriebe ansässig sind (Milchwirtschaft, Rinderzucht). Im Süden der Gemeinde Igney besteht das 4 ha große Gewerbegebiet (Zone industrielle) ZI de Fontenay. Neben Handwerks- und Handelsbetrieben haben sich einige überregional agierende Metallbauunternehmen angesiedelt. Zu ihnen gehören SA Coanus, Portalys und Joel Deloy.
In Igney zweigt die Fernstraße D 41 (nach Sanchey) von der Fernstraße D 157 ab, die am linken Moselufer entlangführt. Die zweispurige Route nationale 57 von Nancy nach Épinal verläuft mit einer Anschlussstelle durch das Gemeindegebiet von Igney. Der Haltepunkt Igney liegt an der dem Moseltal folgenden Bahnlinie Nancy-Épinal-Remiremont, die seit 2016 vom Unternehmen TER Grand Est betrieben wird.

## Belege
1. ↑  Igney auf cassini.ehess
2. ↑  Igney auf INSEE
3. ↑  Église Saint-Nicolas in der Base Mérimée des französischen Kulturministeriums (französisch)
4. ↑  Landwirtschaftsbetriebe auf annuaire-mairie.fr (französisch)